# Скабичевський Олександр Михайлович
Скабичевський Олександр Михайлович (1838—1910/1911) — російський літературний критик та історик російської літератури ліберально-народницького напряму.
Народився 15 (27) вересня в родині бідного петербурзького чиновника з малоросійських дворян. Навчався в Ларинський гімназії та на історико-філологічному факультеті Санкт-Петербурзького університету.
Почав писати ще студентом, в 1859 році, в журналі для дівчат «Світанок», потім поміщав статті в «Вітчизняних записках» редакції Андрія Краєвського, в «Ілюстрації», «Недільному дозвіллі». У 1864 році поїхав ненадовго в Ярославль редагувати «Рибінський листок», що видавався Іваном Жуковим. Викладав російську мову і словесність в Смольному інституті, Ларинській гімназії та ін. У 1871 році залишив службу.
Його першою статтею, що звернула на себе увагу, було «Виховне значення Гончарова і Тургенєва» в «Невському збірнику» М. Курочкіна (1867, під псевдонімом Алкандров). З 1868 року він став найближчим співробітником перейшовших до Миколи Некрасова і Михайла Салтикова «Вітчизняних записок»; брав участь в їх редагуванні, читаючи белетристичні рукописи.
У 1881 році брав участь у редагуванні «Слова», в 1882 році — «Устоев», в 1896-97 роках — «Нового слова». З 1874 по 1879 рік писав літературні фейлетони в «Біржових відомостях» (перейменованих пізніше в «Молву»); в 1880-х і першій половині 1890-х років вів літературний фейлетон в «Новинах», останні роки — в «Сині Вітчизни». Писав також в «Тижні» 1860-х років, «Русских ведомостях», «Російській думці», «Північному віснику», «Світі Божому» і ін. Критичні та історико-літературні статті зібрані в його «Творах» (2 т., СПб., 1890; 2-е вид. — СПб., 1895). Окремо вийшли: «Письменники-народники» (СПб., 1888), «Історія новітньої російської літератури» (СПб., 1891; 4-е изд. — СПб., 1900), «Нариси з історії російської цензури» (СПб., 1892).
Для «Біографічної бібліотеки» Павленкова Скабичевський написав біографії О. С. Пушкіна, М. Ю. Лермонтова, О. С. Грибоєдова, М. О. Добролюбова і О. Ф. Писемського. Ряд «Нарисів розумового руху російського суспільства», що друкувалися в «Вітчизняних записках», був зібраний автором під назвою «Історія прогресивних ідей в Росії», але видання не вийшло у світ своєчасно (1872), і лише пізніше «Нариси» увійшли до зібрання творів під заголовком: «Сорок років російської критики».
Помер 29 грудня 1910 (11 січня 1911) року в Павловську.